# Aeroporto de Juazeiro do Norte
Aeroporto de Juazeiro do Norte, ou Aeroporto Orlando Bezerra de Menezes, também conhecido como Aeroporto Regional do Cariri, está localizado na Região Metropolitana do Cariri, no interior do estado do Ceará, mais precisamente no município de Juazeiro do Norte. Administrado pela concessionária aeroportuária espanhola Aena Brasil, o aeroporto atende às regiões sul / centro-sul do Ceará, sudeste do Piauí, noroeste do Pernambuco e sertão da Paraíba.
Caracterizado como o mais movimentado do interior do Nordeste e um dos mais atuantes terminais nordestinos, o Aeroporto de Juazeiro do Norte atende durante todo o ano centenas de milhares de passageiros, devido as muitas potencialidades da Região do Cariri, destacando-se o turismo religioso, negócios, comércio, culturas, belezas naturais, tesouros paleontológicos da Chapada do Araripe e instituições de ensino superior, sendo assim considerado um importante equipamento para o desenvolvimento econômico local.
Foi comprado pela administradora aeroportuária espanhola Aena Desarrollo Internacional em 15 de Março de 2019. A empresa foi a vencedora do leilão da Agência Nacional de Aviação Civil (ANAC) para assumir a administração, ampliação e exploração do aeroporto. A compra saiu por o valor de R$ 1.9 bilhões.

## História
Em 23 de Setembro de 1953 foi sancionada a Lei Municipal de doação dos terrenos do município para a união. A inauguração ocorreu em aproximadamente um ano, em 15 de Setembro de 1954, data do Feriado Municipal da Padroeira de Juazeiro do Norte – Nossa Senhora das Dores. Na época foi denominado de Aeroporto Regional do Cariri.
Passou pela administração Municipal por vários anos até que foi repassado para o Governo do Estado e durante anos não passou por mudanças significativas na sua infraestrutura.
Desde a década de oitenta recebe voos regulares, iniciando as operações com as antigas empresas aéreas VARIG e VASP.
A administração da Infraero iniciou-se em 1997, quando da administração compartilhada com o Governo do Estado do Ceará e o Município de Juazeiro do Norte, com apenas um empregado orgânico. Foi incorporado a rede Infraero no dia 14 de Março de 2002, através de convênio com a administradora e o Estado.
Concessão a Iniciativa Privada
Em 15 Março de 2019, foi concedido para a empresa espanhola Aena Internacional, juntamente com outros cinco aeroportos da região por 30 anos. No dia 13 de Janeiro de 2020, a Aena Brasil então assumiu definitivamente as operações do aeroporto por um período de 30 anos, prometendo modernização, melhorias estruturais e ampliação no aeroporto.
Reforma e Ampliação
Com a reforma, o aeroporto, que atualmente conta com uma área de 2,5 mil m²,  chegará a um total de 6,4 mil m². Ao todo, as obras de ampliação terão um investimento de R$ 200 milhões. De acordo com a Aena, a reforma, já iniciada no mês de Maio de 2022, deve ter um prazo total de um ano e dois meses, sendo entregue até a metade de 2023.
O projeto de reforma prevê a criação de uma estação de tratamento de água e esgoto e um aumento da área do terminal, que será quatro vezes maior, com adaptação de novas tecnologias e implantação de mais espaços comerciais. Além disso, serão criados novos espaços para embarque e desembarque de passageiros. A pista de pouso, no entanto, não será ampliada, passando apenas por melhorias em sua estrutura. O objetivo, segundo a empresa, é garantir que aviões com capacidade de até 220 passageiros possam pousar no aeroporto, possibilitando assim a operação de mais voos para novos destinos.

## Acessos
O Aeroporto Orlando Bezerra de Meneses comunica-se com o centro de Juazeiro do Norte através da Avenida Virgílio Távora. A partir do Terminal de passageiros, muda-se a transição municipal para Estadual, ligando-se através da CE-292 a cidade de Missão Velha pelo entroncamento com a CE-293.

## Estatísticas
Ver a consulta original do Wikidata.
| Ano  | Passageiros | % Diferença | Aeronaves | % Diferença |
| ---- | ----------- | ----------- | --------- | ----------- |
| 2003 | 30.126      | Estável     | 2.377     | Estável     |
| 2004 | 56.644      | 88,02%      | 3.084     | 29,74%      |
| 2005 | 62.022      | 9,49%       | 3.335     | 8,13%       |
| 2006 | 110.309     | 77,85%      | 3.559     | 6,71%       |
| 2007 | 152.398     | 38,15%      | 3.712     | 4,29%       |
| 2008 | 170.853     | 12,10%      | 4.517     | 21,68%      |
| 2009 | 247.775     | 45,02%      | 5.341     | 18,24%      |
| 2010 | 244.776     | 1,21%       | 5.847     | 9,47%       |
| 2011 | 342.958     | 40,11%      | 7.026     | 20,16%      |
| 2012 | 451.087     | 31,53%      | 8.250     | 17,42%      |
| 2013 | 387.990     | 13,99%      | 7.378     | 10,57%      |
| 2014 | 418.895     | 7,96%       | 7.277     | 1,38%       |
| 2015 | 441.089     | 5,29%       | 7.923     | 8,87%       |
| 2016 | 534.712     | 21,22%      | 8.482     | 7,05%       |
| 2017 | 541.966     | 1,35%       | 8.710     | 2,68%       |
| 2018 | 560.246     | 3,26        | 8.524     | 2,18%       |
| 2019 | 493.164     | 11,7        | -         | -           |
| 2020 | 265.841     | 46,1        |           |             |

## Infra-estrutura
Sítio Aeroportuário: 1.284.465,30 m2
Pátio de Aeronaves: 7.800 m2
Terminal de Passageiros: 1.050 m2
Estacionamento de veículos: 200 vagas (estacionamento gratuito)